# Matthew Tarrant
Matthew Thomas Tarrant (11 de julio de 1990) es un deportista británico que compite en remo.
Ganó cinco medallas en el Campeonato Mundial de Remo entre los años 2014 y 2019, y dos medallas en el Campeonato Europeo de Remo, en los años 2014 y 2019.

## Palmarés internacional
| Campeonato Mundial | Campeonato Mundial        | Campeonato Mundial | Campeonato Mundial |
| Año                | Lugar                     | Medalla            | Prueba             |
| ------------------ | ------------------------- | ------------------ | ------------------ |
| 2014               | Ámsterdam (Países Bajos)  | Medalla de oro     | Ocho con timonel   |
| 2015               | Aiguebelette (Francia)    | Medalla de oro     | Dos con timonel    |
| 2017               | Sarasota (Estados Unidos) | Medalla de bronce  | Cuatro sin timonel |
| 2018               | Plovdiv (Bulgaria)        | Medalla de bronce  | Ocho con timonel   |
| 2019               | Ottensheim (Austria)      | Medalla de bronce  | Ocho con timonel   |
| Campeonato Europeo |                           |                    |                    |
| Año                | Lugar                     | Medalla            | Prueba             |
| 2014               | Belgrado (Serbia)         | Medalla de bronce  | Ocho con timonel   |
| 2019               | Lucerna (Suiza)           | Medalla de plata   | Ocho con timonel   |